# Apple A8
O Apple A8 é um chip de 64-bits projetado pela Apple Inc. Foi inicialmente apresentado junto ao iPhone 6 no dia 9 de setembro de 2014. A Apple afirma que ele possui 25% de mais performance da CPU e 50% de mais performance gráfica enquanto gasta somente 50% de energia em comparação com seu antecessor, o Apple A7.

## Design
O A8 é fabricado em um processo de 20 nanômetros pela empresa TSMC, que substituiu a Samsung como empresa fabricante dos processadores de dispositivos da Apple. Ele possui 2 bilhões de transistores. Apesar do número de transistores em comparação ao A7 ser o dobro, seu tamanho físico foi reduzido em 13% com 89 mm2 (consiste somente em um encolhimento, sem virar uma nova microarquitetura). Ele possui 1 GB de memória RAM LPDDR3 incluído no pacote.
Uma análise realizada pelo aplicativo Geekbench sugere que o processador é dual core e possui uma frequência de 1,38 GHz, suportando a alegação da Apple de que ele é 25% mais rápido do que o A7.

## Produtos que utilizam o Apple A8
- iPhone 6
- iPhone 6 Plus
- iPad Mini 4
- Apple TV (4ª geração)
- iPod Touch 6
- Homepod